# Lights and Shadows
Lights and Shadows (en hangul, 빛과 그림자; romanización revisada, Bichgwa Geulimja) también conocida en español como Luces y sombras, es una serie de televisión histórica surcoreana emitida entre 2011-2012 y protagonizada por Ahn Jae Wook, Nam Sang Mi, Lee Pil Mo y Son Dam Bi. Fue transmitida por MBC, desde el 28 de noviembre de 2011 hasta el 3 de julio de 2012, finalizando con una longitud de 64 episodios más un especial al aire las noches de los días lunes y martes a las 21:55 (KST). Debido al éxito fue extendida de 50 episodios originalmente, a 64.

## Argumento
Cuenta la historia de un denominado rey de la noche, Kang Ki Tae (Ahn Jae Wook) que provenía de una familia rica y se convirtió en el primer entretenedor nacional durante la guerra de Vietnam en los años 1970 y 1980.

## Reparto

### Personajes principales
- Ahn Jae-wook como Kang Ki Tae.[4]
- Nam Sang Mi como Lee Jung Hye.
- Lee Pil Mo como Cha Soo Hyuk.
- Son Dam Bi como Yoo Chae Young.

### Personajes secundarios
- Lee Jong Won como Jo Myung Kook.
- Jun Kwang Ryul como Jang Chul Hwan.
- Sung Ji-ru como Shin Jung Goo.
- Shin Da Eun como Kang Myung Hee.
- Son Jin Young como Hong Soo Bong.
- Ahn Kil-kang como No Sang-taek.
- Lee Se Chang como Choi Sung Won.
- Kim Hee Won como Yang Tae Sung.
- Ryu Dam como Yang Dong Chul.
- Jun Gook Hwan como Kang Man Shik.
- Park Won Sook como Park Kyung Ja.
- Kim Mi Kyung como Kim Geum Rye.
- Kim Kwang-kyu como Pierre.
- Seo Seung Man como Johnny Boy.
- Kim Dong Gyoon como Cherry Boy.
- Ha Jae Sook como Lee Kyung Sook.
- Hong Jin Young como Yoon Ji Hye.
- Lee Ah Yi como Kim Gye Soon.
- Narsha como Lee Jung Ja.
- Jo Mi Ryung como Soon Ae.
- Gayoon como Hyun Kyung.
- Kim Roi-ha como Jo Tae-soo.
- Cha Tae-hyun como Alcohólico.
- Seungri como Ahn Jae Su.
- Yoo Jae-myung como un director de cine.
- Han Ki-woong como Gi-woong.

## Banda sonora
- After School - «Have You Forgotten».
- Wax - «I Love You».
- Son Dam Bi - «Everything».
- JM (제이엠) (ft.Tae Young (태영)) - «Stupid Love».
- Ahn Jae Wook - «Heaven, Please».
- Son Jing Young - «Men Aren't Supposed To Cry».
- Ahn Jae Wook - «Wish»

## Premios y nominaciones
| Año  | Premio           | Categoría                                                            | Nominado           | Resultado |
| ---- | ---------------- | -------------------------------------------------------------------- | ------------------ | --------- |
| 2012 | MBC Drama Awards | Drama del año                                                        | Lights and Shadows | Nominado  |
| 2012 | MBC Drama Awards | Premio a la alta excelencia, actor en un Proyecto de drama especial  | Ahn Jae Wook       | Nominado  |
| 2012 | MBC Drama Awards | Premio a la alta excelencia, actriz en un Proyecto de drama especial | Nam Sang Mi        | Nominado  |
| 2012 | MBC Drama Awards | Premio a la excelencia, actor en un Proyecto de drama especial       | Lee Jong Won       | Nominado  |
| 2012 | MBC Drama Awards | Premio a la excelencia, actor en un Proyecto de drama especial       | Lee Pil Mo         | Nominado  |
| 2012 | MBC Drama Awards | Premio a la excelencia, actriz en un Proyecto de drama especial      | Shin Da Eun        | Nominado  |
| 2012 | MBC Drama Awards | Premio dorado de la actuación, actor                                 | Jun Kwang Ryul     | Ganador   |
| 2012 | MBC Drama Awards | Premio dorado de la actuación, actriz                                | Lee Hwi Hyang      | Nominado  |